# 20th Century Boys
20th Century Boys (20世紀少年 Nijusseiki Shōnen?) es un manga de ciencia ficción y misterio escrito y dibujado por Naoki Urasawa, autor de obras como Monster y Yawara!.
La serie comenzó a publicarse en 1999 en la revista Big Comic Spirits de la editorial Shōgakukan, y que terminó con 22 tomos recopilatorios en Japón y en el que sus últimos capítulos cambian de título por el de 21st Century Boys. En México, la serie fue publicada en formato tankōbon en Marzo del 2015, y relanzada en formato aizoban en Agosto del 2024, ambas por parte de editorial Panini. En España la publicación corrió a cargo de Planeta de Agostini, y la traducción fue hecha por Marc Bernabé y Verónica Calafell. En Argentina se publicó únicamente la edición aizoban por Ivrea, y salió a la venta en Enero del 2021.
La historia destaca por la complejidad de su trama, debido al gran número de personajes y a su extensión: unos 50 años en la línea del tiempo de los sucesos que se relatan y más de 4.000 páginas en las cuales Urasawa parece haber planificado al milímetro su obra y poco a poco el lector va comprobando cómo las piezas algo confusas al principio, van encajando. No es una lectura más en la que el lector es mero espectador, sino que el autor invita al que lo lee a averiguar las claves del misterio, mediante pistas ocultas y numerosos flash backs, dando opción a múltiples posibilidades y múltiples teorías por parte del lector.

## Argumento
Kenji Endō es el encargado de un pequeño supermercado en Tokio. Vive con su madre y con Kanna, la hija de su hermana a la que dejó a su cargo antes de desaparecer. Kenji asiste al funeral de un amigo de la infancia, Donkey, y al reunirse con sus excompañeros de colegio no tarda en relacionar su muerte con otras que se van sucediendo y en cuyos alrededores aparece un símbolo que el propio grupo creó cuando eran pequeños como parte de un juego y que ahora parece hacerse realidad por medio de una secta liderada por un enigmático individuo llamado Amigo.
Kenji y sus amigos juraron defender la paz y la justicia en el mundo cuando algún día ésta se viese amenazada por una malvada organización. Sin embargo, todos ellos ven como cada una de las predicciones que hicieron se van cumpliendo, incluida la más temida: la Nochevieja Sangrienta del año 2000 en la que se pondrá en juego la supervivencia del planeta.

## Personajes

### Antiguos alumnos
Kenji Endo (遠藤健児?)
Kenji Endo es el protagonista principal de la historia, el personaje se nos presenta en su infancia a finales de los 60 y principios de los 70 con una personalidad arrolladora que le hace ser el líder de sus compañeros: es valiente, nunca se rinde y puede superar cualquier reto (hay multitud de anécdotas como cuando consigue aguantar sumergido bajo el agua más que ningún otro a pesar de no saber nadar). A medida que Kenji fue creciendo se fue interesando por el Rock & Roll en el que intentó triunfar sin éxito, y acabó heredando la licorería de su padre para convertirla en una tienda supermercado de 24 horas. Asimismo Kenji acaba cuidando a su sobrina Kanna cuando su hermana le pide que se haga cargo de ella, justo antes de desaparecer.
Otcho (オッチョ?)
Choji Ochiai es uno de los mejores amigos de Kenji en su infancia, ambos tienen un cierto parecido en su manera de ser, es Otcho quien crea el símbolo de "Amigo" y quien propone las armas biológicas como parte de un juego donde él y sus amigos defendían el mundo de las amenazas de una malvada organización y que más tarde parece hacerse realidad.
El Otcho adulto parece completamente cambiado, es un personaje oscuro que vive en Tailandia y que se hace llamar Shogun. Sin embargo, no tardará en unirse a la Brigada Kenji con la misión de Luchar contra Amigo y proteger a Kanna.
Yoshitsune (ヨシツネ?)
Minamoto, apodado Yoshitsune, se nos muestra en su infancia como un personaje muy distinto a los anteriores, sin madera de líder y con menos carácter, pero gran amigo del resto de su pandilla y que se apunta a cualquier aventura que proponga Kenji.
El Yositshune adulto se nos muestra en un principio poco cambiado, sigue siendo el mismo tipo que parece que nunca llegará a nada (acaba de confundir un pedido de 4 cartuchos de tinta por uno de 1000 y está a punto de perder su empleo por ello). Pero dado que sus amigos van desapareciendo, se ve obligado a tomar el mando de una organización dedicada a luchar contra Amigo. Esta transformación en el rol de Yoshitsune es poco agradable para el que nunca tuvo madera de líder pero asume con valentía la labor que Kenji empezó.
Fukubei (フクベエ?)
El verdadero nombre de Fukubee es Hattori, este era otro de los compañeros de clase de Kenji que jugaba con ellos en la base secreta, de adulto vemos como la secta de Amigo capta a su esposa y es Fukubee quien debe cuidar solo a sus hijos, esto le lleva a una búsqueda desesperada para descubrir la identidad de amigo y recuperar a su mujer.
- Donkey

Donkey era un niño un tanto extraño, siempre corriendo descalzo y con un moco colgando. Al principio fue víctima de las burlas de sus compañeros, pero pronto se hizo muy querido entre Kenji y su grupo. Donkey es un amante de la ciencia y enemigo de todo aquello que sea esotérico, su sueño era acudir a la Expo de 1970, sus padres no pueden llevarle y decide intentar acudir a Osaka él solo con la bicicleta de Kenji, por desgracia el trayecto es demasiado largo y la bicicleta no aguanta y se pincha una rueda, Donkey se pega la paliza pero no consigue ver la Expo. Otro episodio importante de su infancia es cuando va una noche al aula de ciencias para encender una pecera que Mon se ha dejado apagada y descubre a Fukubee colgado en el aula de ciencias en lo que parece ser un suicidio, Sadakiyo y Yamane se abalanzan sobre Donkey y este salta desde lo alto del edificio hasta el suelo para huir.
En el primer tomo de 20th Century Boys Donkey se suicida (ya de adulto) tirándose desde lo alto de un edificio, lo cual recuerda mucho a la escena del aula de ciencias. 
- Mon

Tadaaki Shimon es otro antiguo compañero de clase, es quien recuerda a los demás dónde enterraron sus recuerdos de pequeños, Mon deja su trabajo en Alemania para unirse a Kenji y compañía y más tarde acaba muriendo en manos de Sadakiyo al tratar de obtener información sobre la identidad de Amigo.
Sadakiyo (サダキヨ?)
Kiyoshi Sada tuvo una infancia difícil, apenas estuvo un trimestre junto al resto de alumnos, ya que cambio de colegio, muchos eran los que se burlaban de él por sus actividades tales como subir a la azotea de la escuela a esperar a que los extraterrestres aterrizasen con su nave espacial, o como llevar siempre una careta puesta con la que no se le veía la cara.
De adulto, a pesar de ser profesor de inglés, no parece un tipo mucho más equilibrado que de niño y entre otras proezas mata al bueno de Mon. 
Yukiji (ユキジ?)
Yukiji era la niña más fuerte del mundo y solo ella podía enfrentarse a los gemelos Yanbo y Maabo. De adulta tenemos a una inspectora de aduanas que parece que va a quedarse soltera para siempre. Parece estar colada por Kenji, pero la cosa nunca se llega a concretar. Yukiji perdió a sus padres cuando era joven y se quedó a vivir en el Dojo de su abuelo llamado Gendokan.
Maruo (マルオ?)
Maruo es quizás el único de los alumnos amigos de Kenji que está descartado de ser amigo, ya que tanto de niño como de adulto es bastante obeso. De mayor es el propietario de una pequeña papelería y, a pesar de su comportamiento algo sumiso durante su infancia, no duda en unirse a Kenji para evitar la Nochevieja Sangrienta.
Kiriko Endō (遠藤 貴理子?)
Kiriko fue una niña muy responsable, antes de que naciese su hermano Kenji esta prometió cuidarlo como si fuese su madre, y cuando crecieron decidió hacerse cargo a la muerte de su padre de la licorería familiar para dejar el camino libre a Kenji. Kiriko regaló su primera guitarra eléctrica a Kenji.
De adulta se prometió con un hombre que murió atropellado por un tren. Después tuvo una hija (Kanna) con otro hombre y se la entregó a Kenji para que la cuidase, pues Kiriko tenía que marcharse por oscuras razones. Kiriko se dedicó a crear un virus junto al Doctor Yamane y, más tarde, a crear una vacuna contra ese virus y otros que fue creando Yamane.
- Yanbo y Maabo

Los peores gemelos sobre la faz de la tierra son dos niños bastante obesos que juegan a pegar y humillar al resto. De adultos son dos ejecutivos, dueños de una gran empresa y no parecen haber cambiado mucho pues traicionan a Kenji y compañía cuando empezaron a negociar para "Amigo".
Keroyon (ケロヨン?)
Otro antiguo compañero y gran amigo del grupo no solo en la infancia sino también de adulto. Al principio de la historia vemos su boda en la que sus amigos no paran de hacer bromas de su parecido con un sapo. Cuando llega la hora de enfrentarse a Amigo, Keroyon se asusta e ignora la llamada de Kenji.
En 2015 Keroyon vive en Nuevo México (EE. UU.) y al ver los estragos del virus esparcido por amigo, decide redimir sus errores y ayudar a salvar al mundo.
Yamane (ヤマネ?)
Otro antiguo alumno, Yamane era un estudiante brillante, especialmente interesado en las ciencias, es el quien le da la idea a Otcho del ataque biológico. No es muy amigo de Kenji y parece más afín a gente como Fukubee o Sadakiyo.
De adulto Yamane es el encargado de crear el virus para propagarlo en la Nochevieja sangrienta del año 2000 con la ayuda de Kiriko, la hermana de Kenji.
Katsumata (カツマタ?)
Otro antiguo alumno del colegio, aunque del mismo curso que Kenji, Katsumata iba a otro grupo, si es que existió porque nadie parece recordarlo muy bien, muchos dicen que murió y que su fantasma aparece en el aula de ciencias. Podría ser solo una leyenda.
- Konchi

Yuichi Konno, alias Konchi, era habital en los juegos del grupo de Kenji, estuvo presente cuando Donkey saltó desde la segunda planta de la escuela la noche que Mon olvidó encender la pecera del Aula de ciencias y también en la prueba de valor en la Mansión de la cuesta del ahorcado. Konchi tenía familia en Osaka y fue uno de los del Grupito de la Expo que pudo pasar allí todo el verano.

### Otros personajes
Amigo (ともだち Tomodachi?)
El antagonista principal. Amigo es un personaje misterioso, siempre lleva su cara tapada, bien con una careta del ninja Hattori o bien con una máscara con el símbolo de Amigo creado por Otcho. Amigo parece ser un exalumno de la clase de Kenji, pero es un misterio cuál de ellos es.
En los años 90 Amigo era el líder de una secta sin nombre que captaba gente corriente de la que sus familiares no volvían a saber nada. Esta especie de organización se presentó a las elecciones y tras la Nochevieja Sangrienta de 2000, cuando Amigo salvó al mundo del virus esparcido por varias ciudades por la Brigada Kenji, el Partido de la Amistad se hizo con el control de Japón. 
Amigo fue asesinado en el 2015. El Papa celebró la misa de su funeral en la Exposición Universal de ese año, en medio de la ceremonia el Número 13 disparó al Papa con un rifle asentado, Amigo resucitó y salvó la vida al Papa recibiendo el impacto en lugar de este, pero sobreviviendo al atentado. Desde entonces Amigo pasó a ser una especie de Dios y los años pasaron a contabilizarse como antes y después de Amigo: el presidente Mundial. 
Kanna Endō (遠藤 カンナ Endō Kanna?)
Kanna es la hija de Kiriko Endo (hermana de Kenji), a medida que avanza la historia vemos que también es hija de Amigo, de quien hereda sus poderes mentales (Kanna puede predecir cosas que van a pasar y también parece poder deformar las cucharas con la mente). Kanna pasa sus primeros años junto a Kenji y cuando este muere pasa a estar a cargo de Yukiji.
Manjome Inshu (万丈目 胤舟?)
Manjôme era un timador de poca monta hasta que conoció a Amigo cuando este aún era solo un niño y se quedó prendado de sus habilidades con las que pensaba hacer una gran fortuna. A medida que pasaron los años, Manjôme fue comprobando como amigo se iba haciendo más y más poderoso, hasta que descubre que se le ha ido de las manos y que Amigo piensa realmente exterminar a la especie humana.
Dios (神様 Kamisama?)
Kaminaga Kyuutaro, apodado Dios (Kami), es un extraño vagabundo con poderes, es capaz de predecir cosas y aunque con ello podría hacerse rico, nada de eso le interesa, él está más preocupado por el auge de los bolos, un deporte que él mismo popularizó cuando en los años 70 se dedicó a construir boleras por todo Japón, una de ellas en el descampado donde Kenji y compañía tenían su base secreta.
- Chono

El agente Chono es nieto del Detective Cho, que murió en extrañas circunstancias en 1999 al investigar sobre la identidad de Amigo. Chono pronto se hace amigo de Kanna y comprueba que seguir a esta puede ser peligroso y quizás va contra su idea de llegar a ser el gran detective que fue su abuelo.
- Ujiki y Kaneko

Los vecinos de Kanna son dos mangakas colados por ella y deseosos de hacer historias atrevidas, lamentablemente el régimen de Amigo tiene prohibido dibujar esas historias y no les queda otra que hacer mangas románticos.
- Kakuta

Otro dibujante amigo de Ukijo y Ujio, fue encarcelado sin juicio por dibujar un manga contrario al régimen que trata sobre un grupo de héroes que luchan contra un tirano en la sombra y al final resulta que ese tirano era uno de ellos.
Kakuta coincide en la cárcel con el preso número tres, un individuo que se hace llamar Shogun y que pretende fugarse. 
- El padre Luciano

El padre Luciano es un sacerdote al servicio del Vaticano, dedicado al estudio de viejos testamentos y profecías para saber si estas son falsificaciones o si por el contrario son auténticas. El padre Luciano se topa con el "Nuevo Libro de las Profecías", un libro que parece predecir la muerte del Papa en 2015.
Padre Nitani (仁谷（にたに）?)
Un antiguo yakuza que decidió a hacerse cura cuando en el año 2001 conoció a un sacerdote con el que quedó profundamente impresionado, este sacerdote arriesgó su vida para ayudar a otros y sobrevivió de forma milagrosa a una terrible riada. Más tarde ese hombre se convertiría en el Papa de Roma y Nitani descubre un plan oculto en el Libro de las Nuevas Profecías para asesinarle.
- El número 13

En realidad su nombre es Masao Tamura, parece ser el más ferviente seguidor de Amigo. De hecho, comete un asesinato al "expulsar" al fundador de un movimiento religioso contrario al de Amigo, llamado Pierre. Una vez en la prisión de Umihotaru Masao pasa a ser simplemente el Número 13. Cuando al fin sale de la cárcel, lo hace para cumplir una misión: asesinar al Papa de Roma.
- La navegadora de Sueños

Su verdadero nombre es Mitsuyo Takasu, es posiblemente el personaje que más miedo produce en toda la historia, una mujer fría como el acero que controla las candidatas que juegan en Amigoland y AmigoWorld. Más adelante se queda embarazada de Amigo mediante Fecundación in Vitro.
Kyoko Koizumi (小泉 響子?)
Kyoko estudia en el mismo colegio que Kanna en el año 2014. Decide hacer un trabajo para clase de Historia sobre La Nochevieja Sangrienta de 2000, llegando a unas conclusiones poco ortodoxas que la llevan a ser reclutada para participar en Amigoland, donde conoce a un extraño hombre de la limpieza que resulta ser Yoshitsune.
- Pierre

En 1980 él y "Amigo" eran miembros de la misma secta religiosa. Años después, Pierre crea su propia secta, con miles de seguidores, la conocida como "Grupo del Corazón De Pierre". En 1997 El Número 13, cuando aún se le conocía como Masao, asesina a Pierre siguiendo las órdenes de "Amigo". La particularidad de este personaje es su manía de chasquear los dedos.

## Contenido de la obra

### Manga
Escrito e ilustrado por Naoki Urasawa, quien también escribió Pluto, 20th Century Boys fue originalmente distribuido por Big Comic Spirits desde 1999 a 2006. Los 249 capítulos individuales fueron publicados en 22 volúmenes por Shogakukan desde el 29 de enero del 2000 al 30 de noviembre del 2006. Una secuela llamada 21st Century Boys, fue lanzada por Big Comic Spirits el 19 de enero de 2007, concluyendo en julio del mismo año. Los 16 capítulos agrupados en dos volúmenes se lanzaron entre el 30 de mayo de 2007 y el 28 de septiembre de 2007. 20th Century Boys recibiría posteriormente una edición Kanzenban, cuyos 11 volúmenes fueron editados entre el 29 de enero y 30 de noviembre de 2016. Dentro de esta edición también se recopilaría el tomo único (contenía los 2 tomos recopilatorios y material especial para la ocasión) 21st Century Boys, cuyo lanzamiento el 28 de diciembre de 2016, incluiría como principal baza un nuevo final. 
Un manga de un tomo titulado Aozora Chu-Ihō ("Blue Sky Advisory — Kiss") fue publicado en febrero de 2009 por Big Comic Spirits, en el cual se le dieron créditos a "Ujiko-Ujio", creador de Kaneko y Ujiki en 20th Century Boys.
Tanto 20th Century Boys como 21st Century Boys se licenciaron para tener lenguaje en inglés en Estados Unidos por Viz Media in 2005, sin embargo se atrasó hasta que se termine la traducción de Monster. El primer tomo de 20th Century Boys se liberó el 17 de febrero de 2009 y el último de 21st Century Boys el 19 de marzo de 2013. La edición de Viz se distribuyó en Australia por Madman Entertainment. La serie también se licenció en Alemania por Planet Manga, Francia por Génération Comics, Hong Kong por Jade Dynasty, Países Bajos por Glénat, Indonesia por Level Comics, Italia por Planet Manga, Corea del Sur por Haksan Publishing, España por Planeta DeAgostini, Taiwán por Tong Li Comics, Tailandia por Nation Edutainment, Argentina por Ivrea y Brasil por Planet Manga.

### Películas
La trilogía de películas de acción en vivo de 20th Century Boys dirigidas por Yukihiko Tsutsumi, fueron primero anunciadas en 2006. En febrero de 2008, se dijeron los personajes principales, y que el presupuesto sería cerca de billones de yen (aproximadamente $60 millones de dólares) y que Urasawa ayudaría con la historia. Se filmaron las dos primeras películas desde el 3 de enero hasta finales de junio, y la tercera película de mitad de agosto hasta el final de octubre. La banda de rock americana T.Rex tocó el tema "20th Century Boy", que fue usada como tema principal de las películas.
El avant premiere fue en París el 19 de agosto del 2008 en el cine de Publicis Champs-Elysées con una conferencia de prensa en el Museo de Louvre, el cual fue llevado por Toshiaki Karasawa (Kenji) y Takako Tokiwa (Yukiji). La primera película fue estrenada el 30 de agosto del 2008, la segunda el 31 de enero de 2009 y la tercera se lanzó el 29 de agosto de 2009. La primera película cubre los tomos del 1 al 5 del manga, la segunda del 6 al 15, pero difiere de la historia original en algunos puntos; personajes importantes que no aparecen en la primera película, si aparecen en la segunda. El final de la trilogía cubre el resto de los tomos hasta completar el 22, pero con cambios severos con respecto al manga.

## Línea temporal

### Año 1969
Kenji, Otcho, Maruo, Keroyon y Yoshitsune crean la base secreta en un descampado, este será su cuartel general para leer manga, ver revistas eróticas y escuchar la radio.
Donkey salva a Maruo y Kenji cuando estos quedan atrapados en el pozo de grava, desde entonces Donkey pasa a ser amigo del resto del grupo, y todos dejan de ir en bicicleta y pasan a ir a pie.
Donkey y Yukiji se unen al grupo de los cuatro y juntos, en la base secreta, inventan la historia de una malvada organización que trata de conquistar el mundo. En el Libro de las profecías plasman varias ideas, una de las cuales es un robot que destruye la ciudad. 
Fukubee descubre el Libro de las Profecías y junto a Yamane comienzan a crear un "Nuevo Libro de las Profecías". Yamane invita a Otcho a unirse a ellos y le da la idea de un virus como forma para conquistar el mundo mediante una gran epidemia. Otcho rechaza la oferta pero le comenta a Kenji la teoría del virus como propia y Kenji decide las ciudades que atacaría esa organización malvada con el virus.
En julio, el Apolo XI llega a la Luna y Neil Armstrong es el primer hombre en pisarla. Donkey consigue verlo y al día siguiente está emocionado, en cambio Kenji se quedó dormido. 
Al final del año los hermanos Yanbo y Maabo atacan la base secreta obligando a Maruo a destruirla, Kenji y Otcho deciden vengarse y más tarde el resto de amigos se unen a la pelea, no salen muy bien parados pero luchan con todas sus fuerzas.

### Año 1970
El año 1970 es el año de la Exposición Universal en Osaka que va del 15 de marzo al 13 de septiembre. Fukubee le habla de ello a Kenji que por primera vez le escucha con atención, lo cual sorprende a Fukubee. Al día siguiente, todo el colegio está enterado del asunto de la Expo y muchos se mueren de ganas de ir. Kenji planeaba ir con el resto de sus compañeros: Yoshitsune, Otcho y Maruo, durante los tres días que estarían allí, pero no consigue acudir pues sus padres le obligan a acudir con ellos a una casa en la playa. Por su parte, Yoshitsune se desmaya en la cola del Pabellón Norteamericano debido al calor, estropeando un poco el viaje de sus dos compañeros. Yukiji, acompañada de su abuelo, también va a la Expo tres días.
Fukubee pretendía acudir con Sadakiyo, ya que él al igual que otros del llamado "Grupito de la Expo" tenía familia en Osaka y podría quedarse todo el mes. Pero por alguna razón no puede ir, así que decide esconderse todo el verano en su casa y escribir un diario para que todos piensen que estuvo en la Expo. Sólo Sadakiyo sabe que permanece en su casa, e incluso le presta su careta para que Fukubee pueda ir a comprar sus mangas.
El 28 de agosto Fukubee sale de casa y crea junto a Sadakiyo un muñeco Teru-Teru Bozu en la mansión de la cuesta del ahorcado, que se supone habitada por un fantasma. Una pareja de jóvenes se asustan y se corre la voz. Kenji y sus amigos acuden a verlo y descubren que es solo una broma. Aunque Kenji y Otcho parecen ver algo en la parte de arriba de la casa. Fukubee también acude con ellos, pero nadie parece fijarse en él.
Finalmente termina el verano y se reanudan las clases, Fukubee descubre que Sadakiyo ha cambiado de colegio y ni siquiera le había avisado. Más tarde él hará correr el rumor de que Sadakiyo murió. Fukubee se sorprende cuando nadie quiere oír su historia de sus vacaciones en la Expo y en cambio si se emocionan al oír la historia de Kenji y Otcho en la Mansión de la Cuesta del Ahorcado. 
Yamane y Fukubee conocen a Manjome que les muestra sus cucharas irrompibles de la NASA, Fukubee dobla una de sus cucharas y más tarde las dobla todas de golpe en el comedor del colegio. Sadakiyo parece haber vuelto y se une al grupo del Nuevo Libro de las Profecías, junto a Yamane y Fukubee, este último predice que realizará un milagro para finales del verano que viene.

### Año 1971
El empresario Kaminaga Kyuutaro construye una bolera en el campo donde se encuentra la base secreta de Kenji y compañía. Todos los chavales, incluido Fukubee, deciden juntarse para hacer una ceremonia de despedida de la base secreta, y entierran una caja con una pertenencia de cada uno, entre otras cosas meten la bandera con el símbolo que más tarde se apropiará Amigo.
El alumno Katsumata muere un día antes de la disección de carpas que tanto deseaba y se extiende el rumor de que su fantasma se aparece por las noches en el aula de ciencias diseccionando carpas. Manjome ofrece a Fukubee ser pareja en un espectáculo de doblar cucharas para sacar dinero juntos.
Una vez sin base secreta, Otcho se pone a estudiar para los exámenes, Kenji escucha música Rock a todas horas, Maruo y Keroyon ayudan a sus padres en sus negocios familiares y Yoshitsune trata de construir el solo una nueva base secreta.
En el último día de las vacaciones de verano Mon se olvida de encender la pecera del aula de ciencias. Si no la vuelve a encender los peces morirán y se ganará la riña del profesor. Como no se atreve a ir solo de noche, por miedo al fantasma de Katsumata, pide a sus amigos que le acompañen. Sólo Keroyon, Konchi y Donkey aceptan. Una vez allí, Donkey, el más racional, es el único que se atreve a adentrarse en el colegio. Cuando se estaba yendo, tras encender la pecera, accidentalmente ve el cuerpo de Fukubee colgando del techo, aparentemente muerto. Entonces Fukubee abre los ojos y pide a Donkey que revele a todo el mundo el milagro que acaba de presenciar: su resurrección. Pero Donkey rehúsa a hacerlo, diciendo que todo es un truco. Fukubee les pide a Yamane y Sadakiyo, que también estaban en el aula, que expulsen a Donkey. Asustado, Donkey salta desde la ventana del segundo piso y no le cuenta a nadie lo que vio. Insatisfecho, Fukubee intenta liberarse de su truco pero resbala y empieza a ahogarse de verdad.

### Año 1972 y últimos años de colegio
En 1972 Kenji, Yoshitsune y Yukiji se cambian a la misma escuela secundaria. En ese año Kenji compra una guitarra clásica con el dinero de su paga, con la que intenta, sin mucho éxito tocar canciones de rock.
Ese mismo año un alumno secuestra a la delegada y pone la canción 20th Century Boy de T. Rex durante la hora del almuerzo. Era la primera vez que el rock sonaba en la escuela secundaria, pero nada cambió.
En el mismo 1972, Fukubee contacta con Manjome, que le propone participar en un concurso televisivo de niños prodigio. Fukubee debe doblar cucharas delante de la audiencia. Sin embargo justo antes de emitirse el programa, en un periódico se filtra la noticia de que se trata de un truco y el programa queda cancelado. A raíz de esto, Manjome corta su relación con Fukubee y éste jura venganza contra todos los que se rieron de él y lo llamaron mentiroso.
Algunos años después Kiriko, la hermana mayor de Kenji, le regala una guitarra eléctrica con la que empezará a practicar en serio.

## Recepción
Con más de 36 millones de copias del manga en formato tankōbon vendidas, en 2008 se convirtió en el cuarto manga más vendido y el quinto en 2009. El manga ha ganado numerosos premios, entre ellos el Kodansha Manga Award del 2001 en la categoría general, el premio a la excelencia del festival Japan Media Arts en 2002, el premio Shogakukan Manga en la categoría general y el premio del Angoulême International Comics Festival en 2004; además el premio Seiun Award en la categoría mejor manga en 2008, en el año 2011 y 2013 ganó el premio Eisner Award a la mejor edición en inglés del manga por la edición de Viz Media.

## Crítica
El crítico de manga Jason Thompson definió la serie como "una saga épica de nostalgia, rock and roll y una lucha contra una conspiración malvada", comparó la obra con las novelas e historias de Stephen King como It, donde un grupo de adultos se reúnen para recordar su infancia juntos y luchar contra un monstruoso payaso. Thompson mencionó que a pesar de que la audiencia final fuera para adultos, el manga se ha ganado seguidores a gente joven y adolescentes, principalmente por la gran premisa, la historia y el misterio detrás de "Amigo". En Anime News Network la reseña señaló que la serie pudo haber sido más rápida, pero lo intrincado del argumento y los giros de la trama, además de los personajes bien desarrollados, la convierten en una gran obra. Respecto al arte y argumento del autor Urasawa mencionan "el autor posee una gran habilidad para construir una historia con tantas capas y giros, aun así logra que sea una historia con sentido y los personajes detallados".

## Adaptaciones
La primera película de acción real adaptada del manga debutó en segunda posición de taquilla con un total de más de 625 millones de yenes; la segunda película estuvo en la primera posición con una ganancia total aproximada de más de 6 millones de dólares; la última cinta de nuevo obtuvo el primer lugar en taquilla recaudando un total de más de 22 millones de dólares. La revista Empire le dio a la primera película una calificación de 3 de 5, resaltando la acción y la fidelidad con el manga, a pesar de ello, menciona que "aquellos que no conozcan el material original encontrarán al amplio elenco un poco complejo y confuso", sugurieron además que es necesario ver las tres cintas para comprender la historia. En DVD Talk mencionaron que les pareció inapropiado cortar la historia en solamente tres películas, ocasionando que el desarrollo de los personajes fuera débil. Por otro lado en una reseña de The Guardian y la revista Time Out London mencionaron que la fidelidad al manga es algo negativo a la cinta y que prefirieron ver algo del materia recortado, ambos le dieron una calificación de 2 de 5 estrellas. La revista The Variety mencionó que lo mejor de la tercera y última cinta fueron los efectos especiales y una aceptable finalización de la historia.